# 11-я дивизия морской пехоты (вермахт)
11-я морская пехотная дивизия (нем. 11. Marine-Infanterie-Division) — военное подразделение кригсмарине.

## История
Сформирована в марте 1945 года на основе 2-го полка морских инженеров, единственным командиром этой дивизии был капитан Ганс Альманн. Дивизия воевала в Нидерландах, последние данные о её участии в боях датируются 12 апреля 1945. Известно только, что она капитулировала в мае 1945 года.

## Состав
- 111-й полк морской пехоты
- 112-й полк морской пехоты
- 113-й полк морской пехоты
- Отряд «Куффес»
- Отряд «Шиндлер»